# Autoserica bredoi
Autoserica bredoi är en skalbaggsart som beskrevs av Louis Burgeon 1942. Autoserica bredoi ingår i släktet Autoserica och familjen Melolonthidae. Inga underarter finns listade.